# Puerto Acosta (gemeente)
Puerto Acosta is een gemeente (municipio) in de Boliviaanse provincie Eliodoro Camacho in het departement La Paz. De gemeente telt naar schatting 11.112 inwoners (2018). De hoofdplaats is Puerto Acosta.